# Championnat de Bulgarie de football 1950
Navigation
Saison précédente Saison suivante
La saison 1950 du Championnat de Bulgarie de football était la 26e édition du championnat de première division en Bulgarie. Les dix meilleurs clubs du pays sont regroupés au sein d'une poule unique où ils s'affrontent deux fois au cours de la saison, à domicile et à l'extérieur. À la fin de la saison, les 2 derniers du classement sont directement relégués et remplacés par les 2 meilleurs clubs de deuxième division.
Le Dinamo Sofia (ex-Levski Sofia) remporte le championnat cette saison en terminant en tête du classement final, avec 2 points d'avance sur le Stroitel Sofia. C'est le 7e titre de champion de Bulgarie du Dinamo.

## Les clubs participants
De gros bouleversements dans la structure des clubs en Bulgarie, dus à l'entremise du gouvernement dans l'organisation de la fédération a entraîné une modification des équipes engagées dans la compétition[réf. souhaitée].
| - Dinamo Sofia - Stroitel Sofia - Torpedo Pleven - Akademik Sofia - Cherveno zname Marek | - Spartak Stalin - Cherveno zname Sofia - Torpedo Plovdiv - Torpedo Sofia - Narodna voyska Sofia |

## Compétition

### Classement
Le barème utilisé pour établir le classement est le suivant :
- Victoire : 2 points
- Match nul : 1 point
- Défaite, abandon ou forfait : 0 point

| Rang | Équipe               | Pts | J  | G  | N | P  | Bp | Bc | Diff |
| ---- | -------------------- | --- | -- | -- | - | -- | -- | -- | ---- |
| 1    | Dinamo Sofia         | 29  | 18 | 12 | 5 | 1  | 36 | 12 | +24  |
| 2    | Stroitel Sofia       | 27  | 18 | 11 | 5 | 2  | 31 | 12 | +19  |
| 3    | Akademik Sofia       | 22  | 18 | 10 | 2 | 6  | 40 | 20 | +20  |
| 4    | Narodna voyska Sofia | 22  | 18 | 9  | 4 | 5  | 22 | 12 | +10  |
| 5    | Spartak Stalin       | 22  | 18 | 10 | 2 | 6  | 37 | 27 | +10  |
| 6    | Cherveno zname Sofia | 16  | 18 | 7  | 2 | 9  | 20 | 29 | -9   |
| 7    | Torpedo Plovdiv      | 14  | 18 | 5  | 4 | 9  | 19 | 34 | -15  |
| 8    | Torpedo Pleven       | 12  | 18 | 3  | 6 | 9  | 19 | 27 | -8   |
| 9    | Torpedo Sofia        | 10  | 18 | 4  | 2 | 12 | 16 | 29 | -13  |
| 10   | Cherveno zname Marek | 6   | 18 | 2  | 2 | 14 | 9  | 47 | -38  |

|  | Champion de Bulgarie 1950                             |
|  | Relégation directe en B PFG                           |
|  | T Tenant du titre C Vainqueur de la Coupe de Bulgarie |

## Bilan de la saison
| Championnat de Bulgarie de football 1950 |                         |
| Champion                                 | Dinamo Sofia (7e titre) |
| Coupes et trophées                       |                         |
| Vainqueur de la Coupe de Bulgarie 1950   | Dinamo Sofia            |
| Promotions et relégations                |                         |
| Promus en A PFL                          | Septemvri Pleven        |
| Promus en A PFL                          | Botev Plovdiv           |
| Relégués en B PFL                        | Torpedo Sofia           |
| Relégués en B PFL                        | Cherveno zname Marek    |